# Отношения Петра Столыпина и Льва Толстого

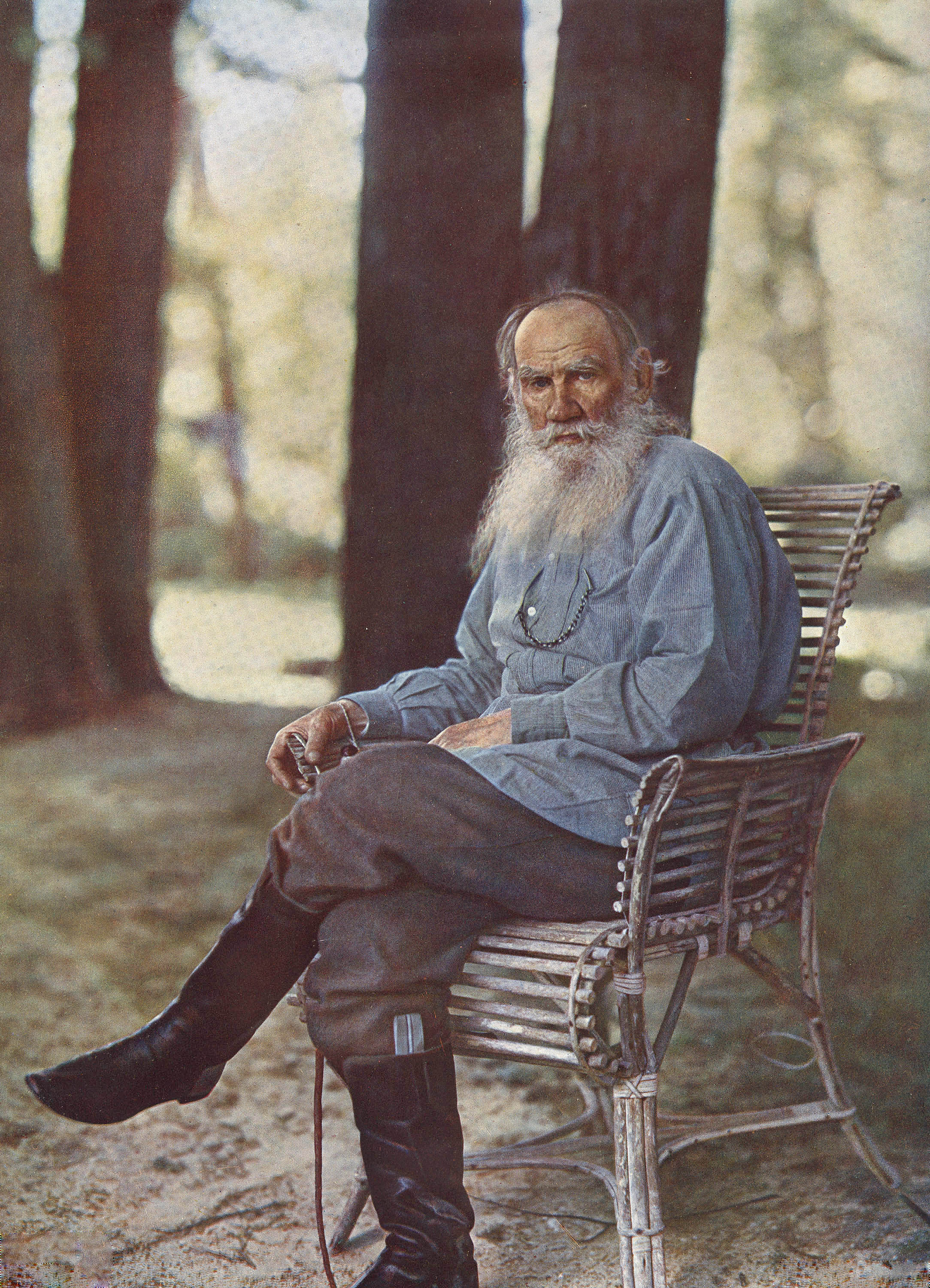
Лев Толстой

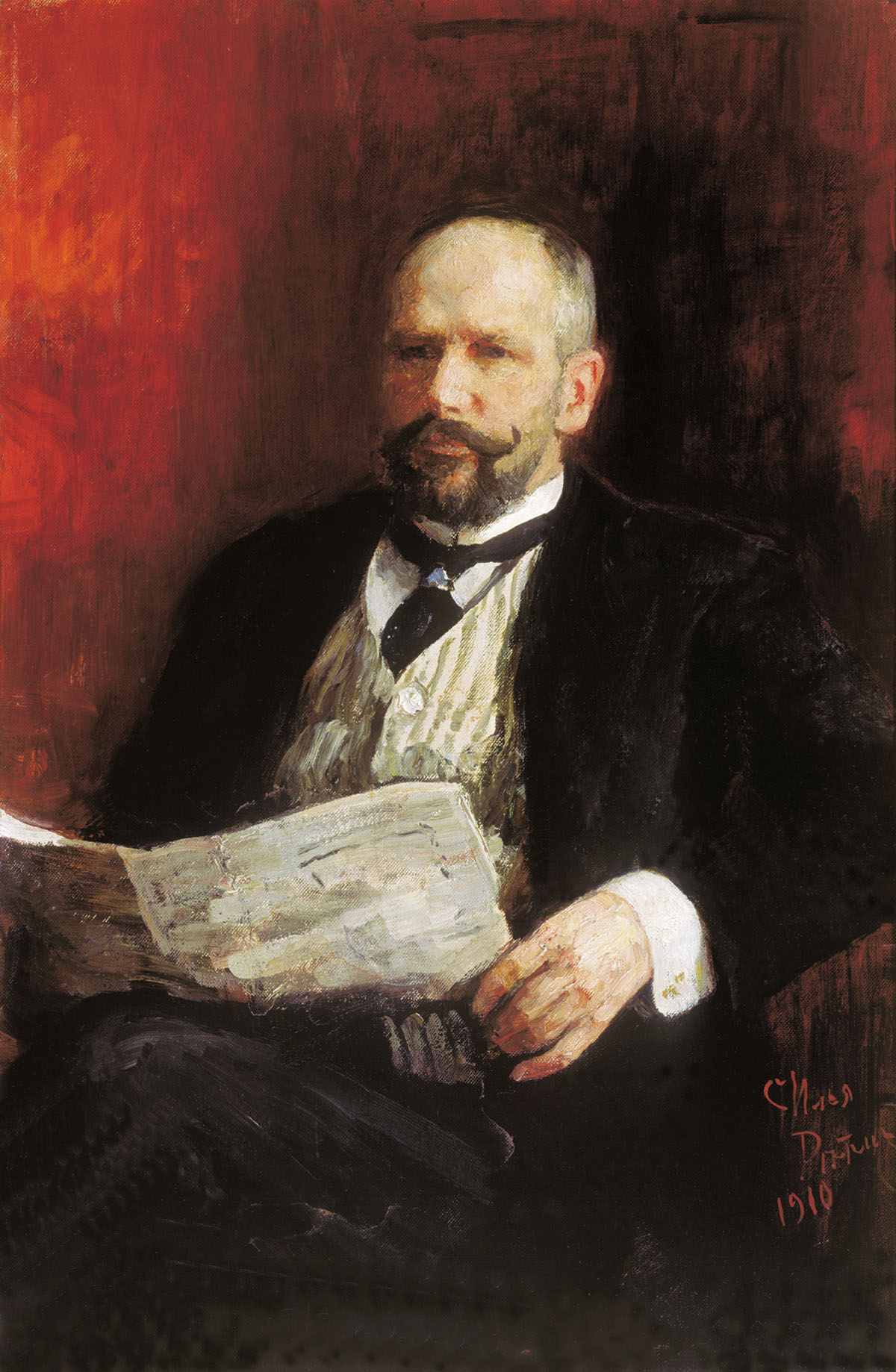
Пётр Столыпин

Лев Николаевич Толстой был одним из критиков действий Столыпина на посту премьер-министра. Дошло до того, что в одном из черновиков писем он назвал его «самым жалким человеком». При этом семью Столыпиных и Льва Николаевича связывали дружеские отношения. Одно время Толстой был на «ты» с отцом будущего главы правительства, однако после его кончины не только не приехал на похороны, но и не высказал никакого сочувствия, заявив, что «мёртвое тело для него — ничто, и что он не считает достойным возиться с ним»:51—52.
О возвышении П. А. Столыпина писатель узнал только летом 1906 года, когда тот уже был министром внутренних дел. С того времени он начал интересоваться делами Столыпина, а через год направил первое письмо Петру Аркадьевичу и записку его младшему брату Александру.
В послании Л. Н. Толстой ратовал за упразднение частной собственности на землю:

…нужно уничтожить вековую древнюю несправедливость… Несправедливость состоит в том, что как не может существовать право одного человека владеть другими (рабство), так и не может существовать права одного, какого бы ни было человека, богатого или бедного, царя или крестьянина, владеть землёю, как собственностью.

А в записке писатель хлопотал за саратовского ветеринара, примкнувшего в революции к местным смутьянам и угодившего в тюрьму.
Некоторое время младший брат премьера вынужден был исполнять роль посредника. В одном из писем к нему Столыпин отвечал на критику Льва Толстого:

Милый Саша! Если будешь отвечать Л. Н. Толстому, напиши ему, пожалуйста, что я не невежа, что я не хотел наскоро отвечать на его письмо, которое меня, конечно, заинтересовало и взволновало, и что я напишу ему, когда мне станет возможно сделать это продуманно.

В конце октября 1907 года Толстой получил ответ. В нём Столыпин вступил в полемику с писателем:

Природа вложила в человека некоторые врождённые инстинкты, как то: чувство голода, половое чувство и т. п. и одно из самых сильных чувств этого порядка — чувство собственности. Нельзя любить чужое наравне со своим […] Бедность, по мне, худшее из рабств. И теперь то же крепостное право, — за деньги Вы можете так же давить людей, как и до освобождения крестьян. Смешно говорить этим людям о свободе, или о свободах. Сначала доведите уровень их благосостояния до той, по крайней мере, наименьшей грани, где минимальное довольство делает человека свободным.
А это достижимо только при свободном приложении труда к земле, то есть при наличии права собственности на землю. […] Вы мне всегда казались великим человеком, я про себя скромного мнения. Меня вынесла наверх волна событий — вероятно на один миг! Я хочу всё же этот миг использовать по мере моих сил, пониманий и чувств на благо людей и моей родины, которую люблю, как любили её в старину, как же я буду делать не то, что думаю и сознаю добром? А вы мне пишете, что я иду по дороге злых дел, дурной славы и, главное, греха. Поверьте, что, ощущая часто возможность близкой смерти, нельзя не задумываться над этими вопросами, и путь мой мне кажется прямым путём.

Толстой отвечал критикой в адрес действий премьера, указал на две основные, на его взгляд, ошибки: «…первая, — начали насилием бороться с насилием и продолжаете это делать […], вторая, — […] успокоить население тем, чтобы, уничтожив общину, образовать мелкую земельную собственность».
На этом письме полемика кончилась, точнее, стала носить односторонний характер. «Яснополянский затворник» писал обличительные письма и статьи, из которых самой известной и гневной стала «Не могу молчать»:

Вообще благодаря деятельности правительства, допускающего возможность убийства для достижения своих целей […] Так что всё, что вы делаете теперь, с вашими обысками, шпионствами, изгнаниями, тюрьмами, каторгами, виселицами — всё это не только не приводит народ в то состояние, в которое вы хотите привести его, а, напротив, увеличивает раздражение и уничтожает всякую возможность успокоения. […] То, что вы делаете, вы делаете не для народа, а для себя, для того, чтобы удержать то, по заблуждению вашему считаемое вами выгодным, а в сущности самое жалкое и гадкое положение, которое вы занимаете. Так и не говорите, что то, что вы делаете, вы делаете для народа: это неправда. Все те гадости, которые вы делаете, вы делаете для себя, для своих корыстных, честолюбивых, тщеславных, мстительных, личных целей, для того, чтобы самим пожить ещё немножко в том развращении, в котором вы живёте и которое вам кажется благом.[…]
Обращаюсь ко всем участникам непрестанно совершающихся под ложным названием закона преступлений, ко всем вам, начиная от взводящих на виселицу и надевающих колпаки и петли на людей-братьев, на женщин, на детей, и до вас, двух главных скрытных палачей, своим попустительством участвующих во всех этих преступлениях: Петру Столыпину и Николаю Романову.
Опомнитесь, одумайтесь. Вспомните, кто вы, и поймите, что вы делаете.
Ведь вы, прежде чем быть палачами, премьерами, царями прежде всего люди и братья людей, нынче выглянули на свет божий, завтра вас не будет. (Вам-то, вызвавшим и вызывающим к себе, как палачи, так и вы, особенную ненависть, вам-то особенно надо помнить это.) Неужели вам, выглянувшим на этот один короткий миг на свет божий — ведь смерть, если вас и не убьют, вот она всегда у всех нас за плечами, — неужели ваше призвание в жизни может быть только в том, чтобы убивать, мучить людей, самим дрожать от страха убийства и лгать перед собой, перед людьми и перед богом, что вы делаете все это по обязанности для какой-то выдуманной несуществующей цели, для выдуманной именно для вас, именно для того, чтобы можно было, будучи злодеем, считать себя подвижником выдуманной России.[…]
Сначала я думал про Петра Столыпина, когда имел наивность предлагать ему выступление с проектом освобождения земли от собственности, что он только ограничен и запутан своим положением, думал и про Николая Романова, что он своим рождением, воспитанием, средой доведен до той тупости, которую он проявлял и проявляет в своих поступках, но чем дольше продолжается теперешнее положение, тем больше я убеждаюсь, что эти два человека, виновники совершающихся злодейств и развращения народа, сознательно делают то, что делают, и что им именно, находящимся в той среде, где они, вследствие своей возможности удовлетворять желаниям окружающих их людей, живут в постоянной атмосфере лести и лжи, что эти два человека больше каких-нибудь других нуждаются в обличении и напоминании.
Да, вы все, от первого палача до последнего из них, Николая II, опомнитесь, подумайте о себе, о своей душе. Поймите, что все то, что побуждает вас делать то, что вы делаете, один людской, жалкий людской обман, а что истина в вас самих, и том голосе, который хоть изредка, но наверное говорит в вас и зовет вас к одному тому, что нужно человеку в этом мире, к тому, что несовместимо с злобой, местью, причинением страданий, не говорю уже, с казнями, к одной любви, к любви и к любви к людям. Только одно это нужно, только это даст вам благо в этой жизни и в том скоро предстоящем каждому из нас переходе из этой жизни в то состояние, которое мы не знаем.
Помоги вам в этом, всем вам, как вам, несчастным, заблудшим, преимущественно юношам, которые думают насилиями и убийствами избавить себя и народ от насилий и убийств, так и вам псом несчастным палачам от того сторожа в Москве и заместителя по 15 р. с головы до Столыпина и Ник. Романова, помоги вам всем тот бог, который живет во всех вас, опомниться прежде смерти и скинуть с себя все то, что мешает вам вкусить, истинное, открытое для всех нас в любви благо жизни..

Позднее, уже в 1909 году Лев Толстой подготовил премьеру очередное послание, которое в конечном итоге не отправил. Начиналось оно словами «Пишу вам об очень жалком человеке, самом жалком из всех, кого я знаю теперь в России. Человека этого вы знаете и, странно сказать, любите его, но не понимаете всей степени его несчастья и не жалеете его, как того заслуживает его положение. Человек этот — вы сами».